# Forte de São Tiago das Cinco Pontas
O Forte de São Tiago das Cinco Pontas localiza-se na cidade do Recife, no litoral do estado de Pernambuco, no Brasil.
O Forte das Cinco Pontas está localizado no bairro de São José, construído pelos holandeses, em 1630. Por volta de 1654, após ter expulsos os holandeses depois de uma dura batalha, na qual uma das pontas foi castigada violentamente pelos canhões das naus da Coroa de Portugal, os portugueses assumiram o forte. Em 1684, foi reconstruído, com um novo traçado: o número de bastiões foi reduzido de cinco para quatro. Tombado pelo Patrimônio Histórico Nacional em 1938, serve atualmente como sede do Museu da Cidade do Recife.

## História

### O domínio neerlandês
No contexto da segunda náutico das Invasões holandesas do Brasil, o Coronel Diederick van Waerdenburch, comandante das forças de terra neerlandesas no assalto a Olinda e Recife (Fevereiro de 1630), determinou a construção de uma fortificação dominando o porto na foz do rio dos Afogados e as cacimbas de água potável de Ambrósio Machado.
Este primitivo forte, que recebeu o nome de "Frederick Hendrick" em homenagem a Frederico-Henrique, príncipe de Orange (1584-1647), tio de Mauricio de Nassau, localizava-se na Ilha de Antônio Vaz, ao sul do bairro de Santo Antônio, limite de Maurits Stadt (a cidade Maurícia). Projetado pelo Engenheiro Militar Tobias Commersteyn (GARRIDO, 1940:71) como uma estrutura de campanha, apresentava planta no formato de um polígono pentagonal com baluartes nos vértices, tendo sido executada, em faxina e terra, por Pieter van Bueren. Ainda em obras resistiu com sucesso a um contra-ataque das forças portuguesas que o tentaram arrasar, sem sucesso, em agosto de 1630.
A seu respeito, Nassau comentou:
"O forte Frederik Hendrik [sic], chamado das Cinco Pontas, (...) tem cinco baluartes regulares. Está situado em uma ponta na Ilha de [Antônio Vaz, no bairro de] Santo Antônio, de onde se descobrem totalmente os navios surtos no porto do Recife, e por isto serve este forte para defesa do mesmo porto. Acha-se edificado sobre um solo alto, que é o único caminho que poderia proporcionar ao inimigo o ensejo de aproximar-se do grande alojamento de Antônio Vaz, e protege também as cacimbas, as únicas que podem fornecer água ao Recife e Antônio Vaz em ocasião de necessidade e cerco.
A princípio as muralhas deste forte não tinham mais de 12 ou 13 pés de altura, e, quando S. Excia. e os Conselheiros Supremos aqui chegaram estavam tão arruinadas, que um cavaleiro com todas as suas armas poderia galgá-las; a estacada e as paliçadas se achavam de todo podres e derribadas, toda a obra muito aluída, os fossos bastante secos pelo movimento das areias. Mandamos alargar e aprofundar os fossos e alargar e elevar as muralhas até à altura do velho parapeito, e construir por cima delas um novo parapeito; também mandamos cercar o lado exterior do fosso com uma contra-escarpa, e construir uma sólida sapata sobre o lado do mar, com o que este forte se acha agora fortalecido e defensável, o que tudo custará à Companhia uns 20.000 florins, somente quanto ao que se novo se faz.
Este forte teve mais, ao lado sul, um sólido hornaveque, que se estendia para o lado do antigo Forte Emília, e em frente ao mesmo hornaveque um outro pequeno, que seguia a mesma direção, e é daquele dominado, o que tudo se acha ainda em sofrível estado." (tópico Fortificações in: Breve Discurso.... 14 de janeiro de 1638.)

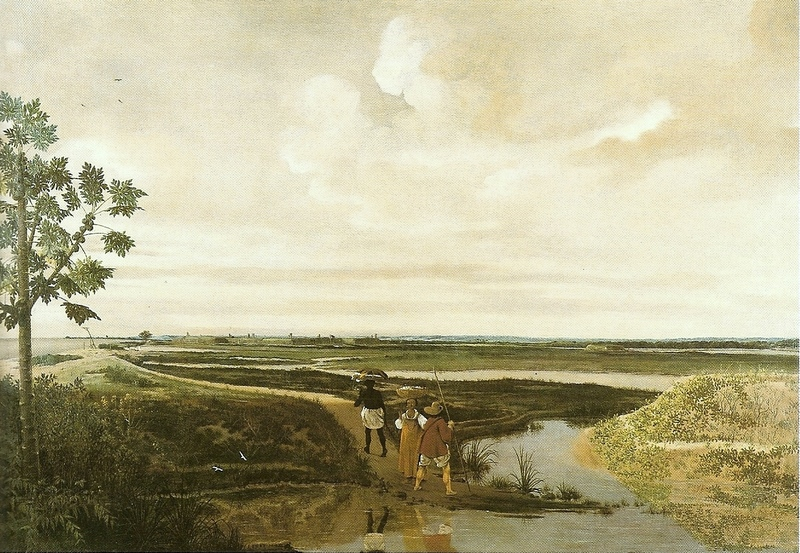
Forte Frederick Hendrik (Frans Post, 1640).

Adriano do Dussen complementa, atribuindo-lhe um efetivo de duas companhias com 230 homens:
"(...) o forte Frederik Hendrik, que é um forte pentagonal, com cinco baluartes, um fosso largo e uma forte contra-escarpa e, em redor, na berma, uma sólida estacada. Diante deste forte está situado um bom hornaveque e, em frente a este, um hornaveque mais leve, cobrindo os terrenos altos que há nas proximidades, sendo que o forte domina todas as terras baixas e os hornaveques. As terras baixas são inundadas pelas marés, de modo que o inimigo não tem onde se alojar. Neste forte encontram-se 8 peças de bronze, a saber: 3 de 24 libras, 2 espanholas, sendo 1 de 18 libras e 1 de 10 libras, 2 peçazinhas forjadas de 6 libras e uma peçazinha forjada e cortada de 12 libras." (Relatório sobre o estado das Capitanias conquistadas no Brasil. 4 de abril de 1640)
Caspar Barlaeus transcreve o Relatório de Dussen: "(...) Neste último forte [de Frederico] puseram-se cinco peças de bronze. Chama-se das Cinco Pontas em razão do número de seus bastiões. Rodeia-o um fosso bem largo, um parapeito com uma sebe, acrescentando-se, para resistência, duplo hornaveque, um maior, outro menor. Com oito canhões de bronze, defende da aproximação dos inimigos toda a praia, assim como esses hornaveques." (BARLÉU, 1974:143) Atribui-lhe o mesmo efetivo de 230 homens (op. cit., p. 146). Com relação à estacada, foi esta determinada por Nassau na iminência do ataque de uma frota espanhola ao Nordeste holandês (c. 1639): "(...) o mesmo [proteção cingindo-o de estacada] fez com (...) o de Frederico na Ilha de Antônio Vaz (...)" (op. cit., p. 159).

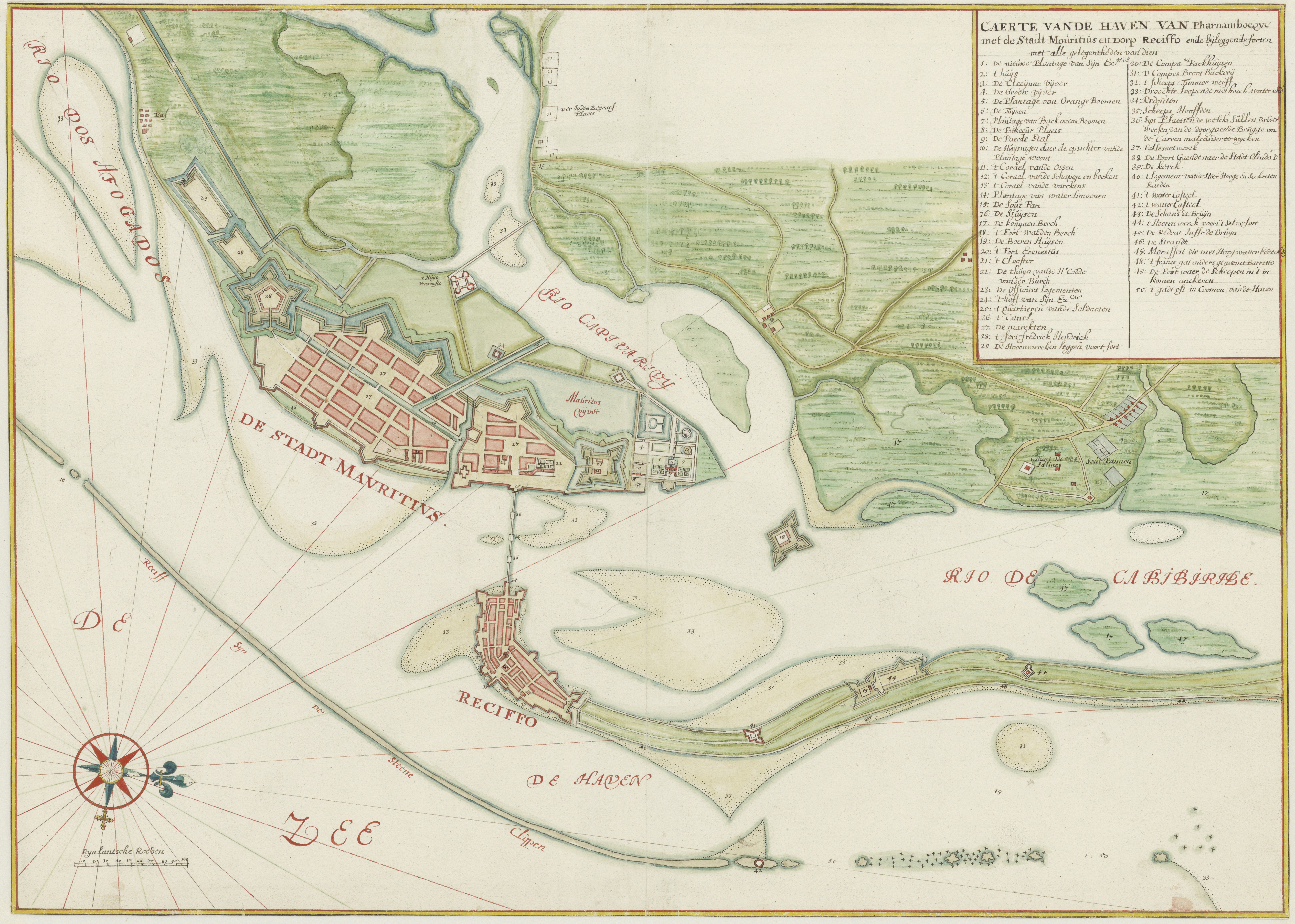
Mapa (1665) do Recife, Cidade Maurícia e fortificações no final do período holandês.

Tanto o forte quanto os seus hornaveques figuram nos mapas de Frans Post (1612-1680) da Ilha de Antônio Vaz (1637), e de Mauritiopolis (1645. Biblioteca Nacional do Rio de Janeiro), e no mapa "A Cidade Maurícia em 1644", de Cornelis Golijath (In: BARLÉU, Gaspar. História dos feitos recentemente praticados no Brasil. Amsterdã, 1647). Post retratou o forte em uma tela ("Forte Frederick Hendrick", 1640) atualmente no acervo do Instituto Ricardo Brennand.
Quando do assalto final ao Recife, em janeiro de 1654, os neerlandeses evacuaram e incendiaram todas as fortificações de Olinda e do Recife, concentrando a sua derradeira defesa nesta fortificação (SOUZA, 1885:84). Cercada pelas tropas do Mestre-de-Campo André Vidal de Negreiros (1606-1680), pediu o fim das hostilidades (23 de janeiro), o que levou ao pedido de armistício pelos neerlandeses (Capitulação do Campo do Taborda, Recife, 26 de janeiro). No dia 28 de janeiro, o comandante do Exército Libertador, Mestre-de-Campo General Francisco Barreto de Menezes (1616-1688), entrou solenemente no forte e Sigismund van Schkoppe entregou a cidade do Recife, o que pôs fim ao domínio neerlandês do Nordeste (BARRETTO, 1958:148-149).

### Do século XVII ao XVIII
Rebatizado como Forte de São Tiago, mas também conhecido entre os locais como Forte das Cacimbas, por esta época, o forte estava artilhado com dezesseis peças de diferentes calibres. Reconstruído em alvenaria de pedra e cal a partir de 1684, pelo Engenheiro Militar Francisco Correia Pinto, perdeu um dos baluartes, assumindo a forma quadrangular que apresenta hoje (BARRETTO, 1958:149). Os edifícios, de dois pavimentos, com as dependências dos Quartéis da Tropa, da Casa do Comando, da Casa da Pólvora, e outros, encontram-se dispostos em torno do terrapleno, ao abrigo das muralhas.
No século XVIII, no contexto da Guerra dos Mascates (1710), recolheu em seu calabouço o Sargento-mor Bernardo Vieira de Melo, defensor da independência de Pernambuco, sob um regime republicano em moldes do dos Países Baixos ou de Veneza. Este pioneiro da independência foi posteriormente transferido para Lisboa, vindo a falecer nas celas do Limoeiro.

### O século XIX
No século XIX, esteve ligado à Revolução Pernambucana (1817) desde o início (GARRIDO, 1940:71): foi o local onde o Capitão José de Barros (o Leão Coroado) resistiu à voz de prisão, matando à espada o Brigadeiro Barbosa de Castro (6 de março de 1817), e, posteriormente, foi o local de prisão dos revolucionários.
Reformada em 1822, foi palco do enforcamento dos líderes da Confederação do Equador (1824) e, no ano seguinte, a 13 de janeiro, do fuzilamento do Frei Caneca (1779-1825). No local, a muralha do lado esquerdo do portão monumental, foi afixada uma placa comemorativa pelo Instituto Arqueológico, Histórico e Geográfico Pernambucano (GARRIDO, 1940:22).
Em 1847 contava com quatorze peças (SOUZA, 1885:84) de bronze e dez de ferro, de diferentes calibres, guarnecido por um capitão e quinze praças (BARRETTO, 1958:149). Durante a Insurreição Praieira (1848), serviu como prisão política, conforme a "Lista dos Cidadãos que se achavam presos em Pernambuco em 2 de maio de 1849" (MELLO, 1978:238). Por se encontrar dentro de um bairro residencial, servindo de quartel, inútil para a defesa, foi mandada alienar pelo Art. 15 de Lei n° 1.040 (14 de setembro de 1859) (SOUZA, 1885:84). GARRIDO (1940) acrescenta que, em 1858, a sua estrutura correu risco de demolição pela Great Western Brazilian Railway, mediante uma indenização de 80 contos de réis-ouro (op. cit., p. 72)

### Do século XX aos nossos dias

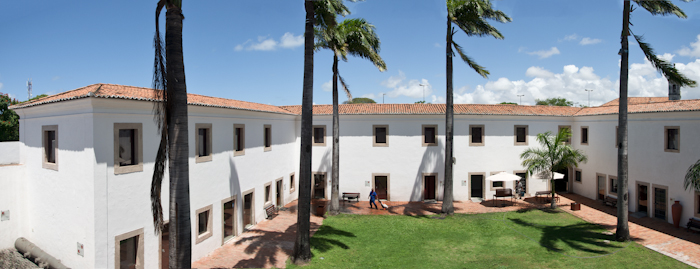
O Forte de São Tiago das Cinco Pontas atualmente.

À época da República Velha, sofreu novos reparos em 1904 (GARRIDO, 1940:72). De propriedade do Ministério do Exército, foi tombado pelo Patrimônio Histórico e Artístico Nacional desde 1938. À época da Segunda Guerra Mundial (1939-1945), aquartelava o 31º Batalhão de Caçadores (GARRIDO, 1940:72). BARRETTO (1958) complementa que, à época (1958), o forte servia de quartel ao 7º Esquadrão de Reconhecimento Mecanizado (BARRETTO, 1958:149).
Administrado pela Prefeitura Municipal do Recife, o forte foi restaurado a partir de 1979, através de convênio entre a SEPLAN e o IPHAN, e aberto ao público em 1982, abrigando atualmente um auditório e o Museu da Cidade do Recife (Casa de Cultura), que mantém em acervo cerca de 1.300 peças arqueológicas, 200.000 mil fotografias (inclusive raros negativos em vidro) e gravuras de Pernambuco, além de mais de um milhar de mapas e plantas. Atraindo atualmente cerca de 20 mil visitantes/ano, recomenda-se observar o o portão em madeira de lei e cantaria de pedra, a visita às muralhas (ornadas com velhos canhões de bronze), aos calabouços, de antigas celas com grades de ferro, e ao monumento em homenagem a Frei Caneca.
O forte fica no Largo das Cinco Pontas, s/n°, no bairro de São José. Pode ser visitado de terça a sábado, das 9h às 17h.